# Коммунар (трактор)
«Коммунар» — один из первых советских тракторов на гусеничном ходу Харьковского паровозостроительного завода, разработанный на основе популярного немецкого трактора Hanomag WD Z 50. Эксплуатировался не только в народном хозяйстве, но и в Красной армии в качестве артиллерийского тягача.

Значок с изображением гусеничного тягача Коммунар

## Техническая характеристика
|                      | Г—50               | Г—75               | З—90               |                   |
| Габариты, м          | Габариты, м        | Габариты, м        | Габариты, м        |                   |
| -------------------- | ------------------ | ------------------ | ------------------ | ----------------- |
| длина/ширина/высота  | 5,15 / 2,06 / 2,46 | 5,15 / 2,06 / 2,46 | 5,15 / 2,06 / 2,46 |                   |
| Общие данные         |                    |                    |                    |                   |
| Скорость, км/ч       | 1,8—7,0            | 2,4—9,2            | 3,9—15,2           |                   |
| Мощность, л.с. (кВт) | 50 (37)            | 75 (55)            | 90 (66)            |                   |
| Года производства    | 1924—1931          | 1924—1931          | 1924—1931          | 1924—1931         |
| Кол-во, шт           | 2000               | 2000               | 2000               | 2000              |
| Запас хода, км       | 150                | 150                | 150                | 150               |
| Масса, тонн          | 8,5                | 8,5                | 8,5                | 8,5               |
| Масса груза, тонн    | 2                  | 2                  | 2                  | 2                 |
| Масса прицепа, тонн  | 6                  | 6                  | 6                  | 6                 |
| Коробка передач      | 3 вперёд, 1 назад  | 3 вперёд, 1 назад  | 3 вперёд, 1 назад  | 3 вперёд, 1 назад |
| Число мест           | 1                  | 1                  | 1                  | 1                 |

## Сохранившиеся экземпляры
На острове Вайгач сохранились остатки трактора, эксплуатировавшегося Вайгачской экспедицией ОГПУ в 1933 году. Трактор с Вайгача был вывезен. По состоянию на 2019 год он находился на реставрации .